# Mistrzostwa Świata w Short Tracku 1976
1. Mistrzostwa Świata w Short Tracku odbyły się w dniach 9–11 kwietnia 1976 roku w amerykańskim mieście Champaign. Rozegrano 13 konkurencji: 500 m, 1000 m, 1500 m, 3000 m, sztafeta 3000 m kobiet i mężczyzn oraz sztafeta 5000 mężczyzn. Medale przyznano w wieloboju i sztafetach. Były to jedyne mistrzostwa na których rozegrano dwie sztafety męskie. W klasyfikacji medalowej najlepsi byli gospodarze, którzy wygrali cztery z pięciu konkurencji.

## Klasyfikacja medalowa
| Lp. | Kraj              | Złoto | Srebro | Brąz | Razem |
| 1.  | Stany Zjednoczone | 4     | 1      | 1    | 6     |
| 2.  | Wielka Brytania   | 1     | 1      | 0    | 2     |
| 3.  | Kanada            | 0     | 3      | 0    | 3     |
| 4.  | Belgia            | 0     | 0      | 2    | 2     |
| 5.  | Francja           | 0     | 0      | 1    | 1     |

## Medaliści
| Konkurencja     | Złoto                                                                              | Srebro                                                                    | Brąz                                                                 |
| Mężczyźni       |                                                                                    |                                                                           |                                                                      |
| Wielobój        | Alan Rattray                                                                       | Gaétan Boucher                                                            | André Chabrerie                                                      |
| Sztafeta 3000 m | Wielka Brytania David Hampton · Philip Walker · Paul Daniels · Alex McGow          | Stany Zjednoczone Alan Rattray · Jack Mortell · Bob Fenn · Pat Maxwell    | Belgia Michel Piens · David Davids · Richard Lecomte · Jan Schellens |
| Sztafeta 5000 m | Stany Zjednoczone Alan Rattray · Jack Mortell · Bob Fenn · Pat Maxwell             | Wielka Brytania David Hampton · Philip Walker · Paul Daniels · Alex McGow | Belgia Michel Piens · David Davids · Richard Lecomte · Jan Schellens |
| Kobiety         |                                                                                    |                                                                           |                                                                      |
| Wielobój        | Celeste Chlapaty                                                                   | Kathy Vogt                                                                | Peggy Hartrich                                                       |
| Sztafeta        | Stany Zjednoczone Denise Chlapaty · Celeste Chlapaty · Peggy Hartrich · Kris Garbe | Kanada Pat Durnin · Kathy Vogt · Marjolaine Gagnon · Margaret Hanson      |                                                                      |

## Wyniki
| Konkurencja | 1.               | 2.               | 3.               |
| Mężczyźni   |                  |                  |                  |
| 500 metrów  | Alan Rattray     | Gaétan Boucher   | Bob Fenn         |
| 1000 metrów | Alan Rattray     | Gaétan Boucher   | Philip Walker    |
| 1500 metrów | Alan Rattray     | Colin Coates     | Jack Mortell     |
| 3000 metrów | André Chabrerie  | Pat Maxwell      | Jack Mortell     |
| Kobiety     |                  |                  |                  |
| 500 metrów  | Kathy Vogt       | Celeste Chlapaty | Peggy Hartrich   |
| 1000 metrów | Celeste Chlapaty | Denise Chlapaty  | Margaret Hanson  |
| 1500 metrów | Celeste Chlapaty | Kathy Vogt       | Peggy Hartrich   |
| 3000 metrów | Kathy Vogt       | Peggy Hartrich   | Celeste Chlapaty |